# 1670
Năm 1670 (MDCLXX) là một năm thường bắt đầu vào thứ Tư (liên kết sẽ hiển thị đầy đủ lịch) trong lịch Gregory (hoặc một năm thường bắt đầu vào thứ Bảy của lịch Julius chậm hơn 10 ngày).

## Sự kiện
- Định lý nhị thức do Nhà toán học James Gregory tìm ra trong năm 1670
- Tháng 11 - Lưu Danh Công đỗ trạng nguyên khoa Canh Tuất, niên hiệu Cảnh Trị thứ 8 (1670), đời Lê Huyền Tông.